# Сексуальний комплекс
Сексуа́льний ко́мплекс — це уявлення особистості (відчуття незадоволеності, страху, гріха), які мають негативне емоційне забарвлення і пов'язані зі статевими стосунками, що роблять істотний, а іноді й визначальний вплив як на статеве життя, так і в цілому на поведінку. Сексуальні комплекси є різновидом психологічних проблем, не пов'язаних з захворюваннями. Їх корекція здійснюється з використанням методів психотерапії.
Виділяють комплекси, притаманні чоловікам, жінкам і обом статям. Нижче описані основні сексуальні комплекси, відомі в психології і сексології.

## Чоловічі сексуальні комплекси

### Комплекс Дон Кіхота

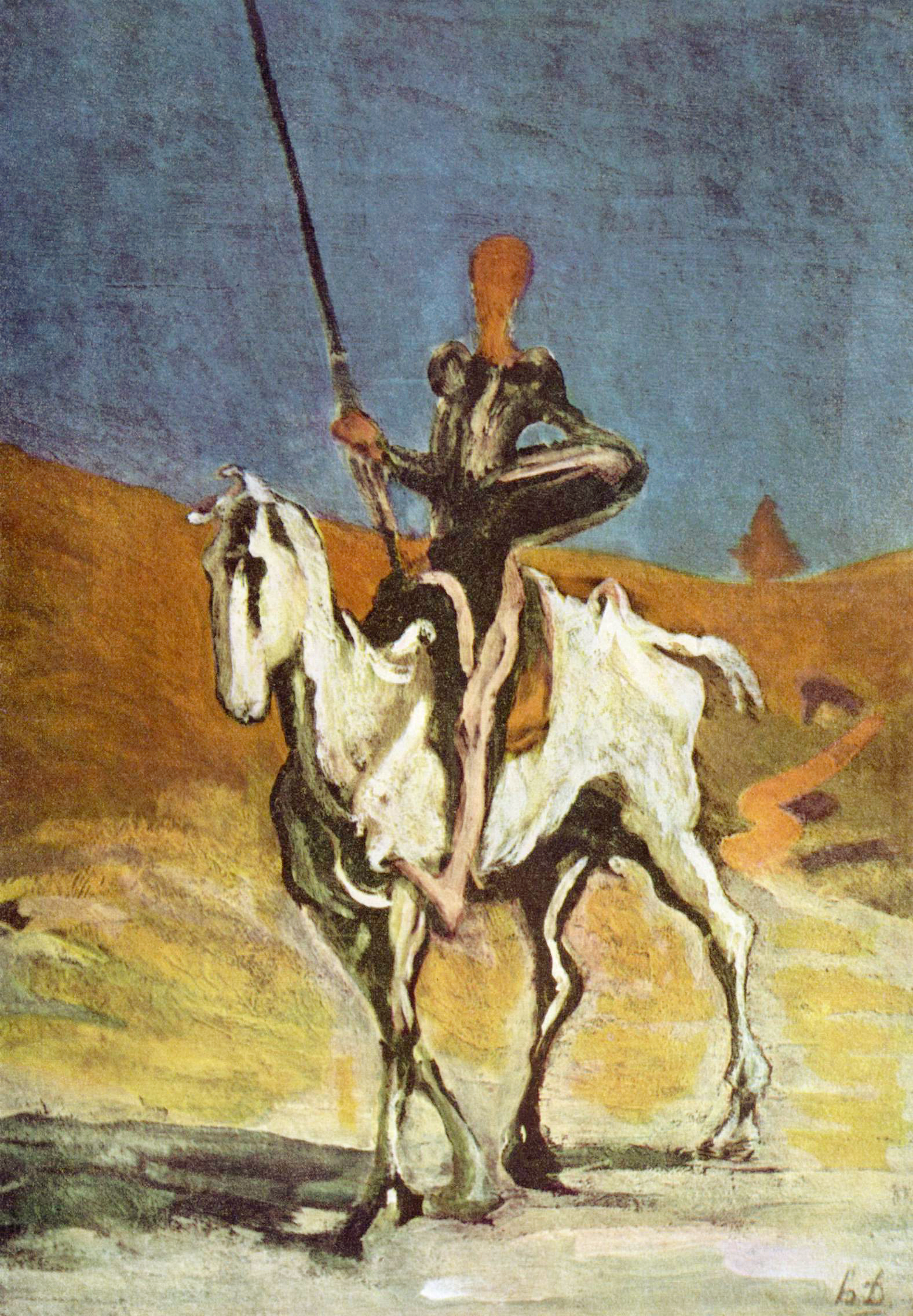
Дон Кіхот

Названий іменем головного героя роману Мігеля Сервантеса «Хитромудрий ідальго Дон Кіхот Ламанчський». Чоловік з таким комплексом уявляє себе мандрівним лицарем з властивим цьому образу культом жінки: ідеалізація образу коханої, схиляння перед нею. Характерний для інфантильних особистостей.
«Прозріння» таких осіб, пов'язане з виявленням грубих суперечностей між ідеальним образом жінки та її реальними особистісними характеристиками, може призводити до скоєння насильницьких дій, викликаних фрустрацією.
Аналогом цього комплексу у жінок є комплекс Аліси в країні чудес.

### Комплекс Грізельди
Названий іменем героїні однієї з новел «Декамерона» Джованні Боккаччо — Новела про Грізельду. Виражається в переростання батьківської прихильності до доньки в еротичний потяг, який може привести до спроб здійснення розпусних дій або інцесту.
У жінок варіант цього комплексу називається комплекс Іокасти.

### Донжуанізм

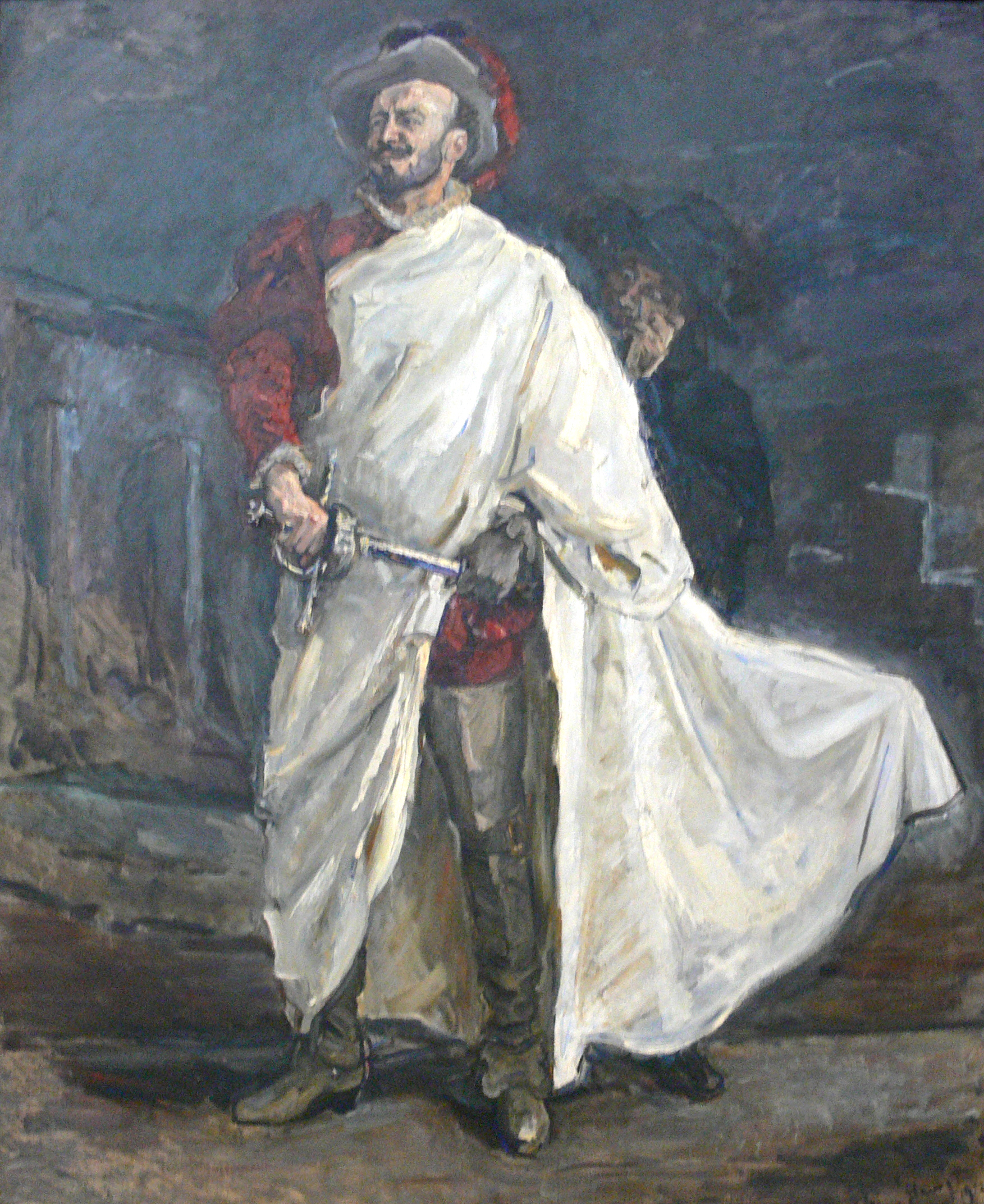
Дон Жуан

Названий іменем персонажа багатьох художніх творів легендарного спокусника Дон Жуана. Чоловік з цим комплексом прагне до «підкорення» якомога більшої кількості жінок. При цьому основний інтерес для нього представляє сам процес досягнення прихильності жінки, після його досягнення (як правило, вчинення статевого акту) інтерес відразу пропадає. Повторні зв'язки характерні.
Наголошується, що підґрунтям цього комплексу можуть бути невпевненість у власній сексуальної спроможності, латентна гомосексуальність, боязнь жінки, а основним рушійним мотивом — зміцнення уявлення про власну маскулінність.
Даний комплекс є схожим з комплексом мачо.

### Комплекс Леонта
Названий іменем короля Леонта, персонажа «Зимової казки» Шекспіра, який безпідставно підозрював у зраді свою дружину і на цьому ґрунті відмовився від батьківства. Суть цього комплексу полягає в болючих ревнощах до партнерки, що включає сумніви у батьківстві.
Наслідком цього може бути відмова від здійснення батьківських обов'язків, вимога проведення експертизи батьківства тощо. Реальних підстав для цього, як правило, немає. Комплекс може відображати характерну для патріархальних культур недовіру до жінок або бути проявом психічного розладу.

### Комплекс Квазімодо
Названий іменем Квазімодо, персонажа роману «Собор Паризької Богоматері» Віктора Гюго.
Це один з видів комплексу неповноцінності, що пов'язаний з хронічною недооцінкою своєї зовнішності, стійкою думкою про власну непривабливість для протилежної статі.

### Комплекс маленького члена
Також є одним з варіантів розвитку комплексу неповноцінності. Коріння цього комплексу лежать в дитинстві. Дитина, бачачи, що його член менший, ніж у батька і старших дітей, фіксується на цій обставині, отримуючи переконання, що в результаті менших розмірів своїх геніталій він не буде мати успіху в контактах з жінками. Виникає боязнь стати жертвою глузувань, можливі й інші порушення на цьому ґрунті.

### Комплекс мачо

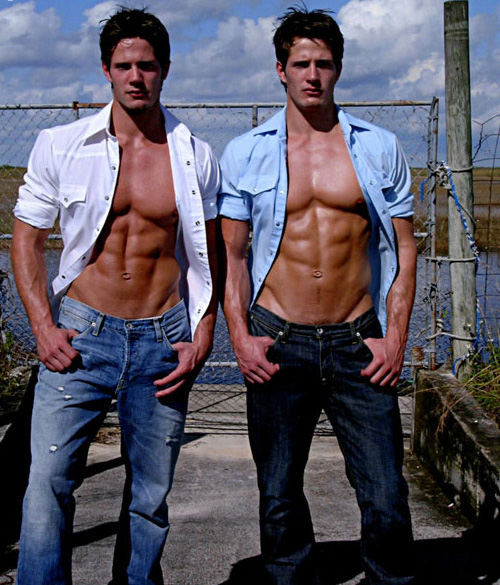
Так в пресі нерідко зображується маскулінність

Мачо (ісп. Macho — «самець») — наявний в латиноамериканському і сучасному західному суспільстві ідеалізований образ чоловіка, що включає якості, які зазвичай приписуються особинам чоловічої статі у тваринному світі: агресивність, грубість, яскраво виражений чоловічий тип зовнішності та сексуальності, фізичну силу, напористість, наполегливість. Чоловік з цим комплексом відчуває постійну потребу підтверджувати свої чоловічі якості, у тому числі здійснюючи активну, нерідко агресивну сексуальну роль. Для цього можуть використовуватися послуги повій і навіть гомосексуальне насильство.
Для мачо характерно двоїсте ставлення до жінки: з одного боку, присутній ідеалізований асексуальний образ дружини та матері, слухняної чоловікові, що покірливо виконує домашню роботу; з іншого — образ жінки, з якою мачо реалізує свої сексуальні потреби: доступною, що володіє багатьма сексуальними техніками. У цьому сенсі комплекс мачо схожий з комплексом Мадонни та Блудниці.
Негативний вплив цього комплексу пов'язаний з прагненням до ідеалу, який у багатьох випадках не може бути реалізований в рамках правомірної поведінки. Крім того, вкрай болючими для такого чоловіка є сексуальні невдачі, що викликають страх втрати статус і насмішки.

### Комплекс Ореста
Орест в давньогрецькій міфології був сином Агамемнона і Клітемнестри. Він убив свою матір і її коханця з помсти за вбитого ними батька. Комплекс пов'язаний з ненавистю сина до матері за її ставлення до батька, за невизнання його провідної ролі в сім'ї.

### Комплекс Мадонни та Блудниці
Докладніше: Комплекс Мадонни-повії
Пов'язаний із суперечливими традиціями підходів до оцінки жіночої та чоловічої сексуальності в західній культурі. З одного боку, як партнерку для сімейних відносин чоловік прагне вибрати жінку, що володіє такими якостями, як вірність, відданість, добропорядність. З іншого боку, сексуальні бажання чоловіка штовхають його на пошуки доступної жінки, готової задовольнити всі його статеві потреби.
У результаті відбувається поділ образу жінки як об'єкта любові й турботи та жінки як статевого партнера, що нерідко приводить до подружніх зрад.
Жіночим аналогом цього комплексу є комплекс Лицаря і Розпусника.

### Комплекс Отелло
Названий на честь головного героя п'єси Шекспіра «Отелло, венеціанський мавр», який вбив на ґрунті безпідставних ревнощів свою дружину, Дездемону. Проявляється в патологічних ревнощах, аж до абсурду, часто виникає під дією алкоголю. Чоловік з цим комплексом побоюється не просто втратити прихильність партнерки, але й стати об'єктом насмішок суперників і просто знайомих.

### Едіпів комплекс
Назва комплексу ґрунтується на грецькому міфі, в якому Едіп (сам того не знаючи) убиває свого батька Лая і одружується з матір'ю Епікастою. Згідно з теорією психоаналізу Фрейда, Едипів комплекс є етапом психосексуального розвитку і сприйняття, пов'язаним з несвідомим потягом хлопчика до матері. Цей потяг супроводжується ревнощами до батька, а також несвідомим бажанням його смерті.

## Жіночі сексуальні комплекси

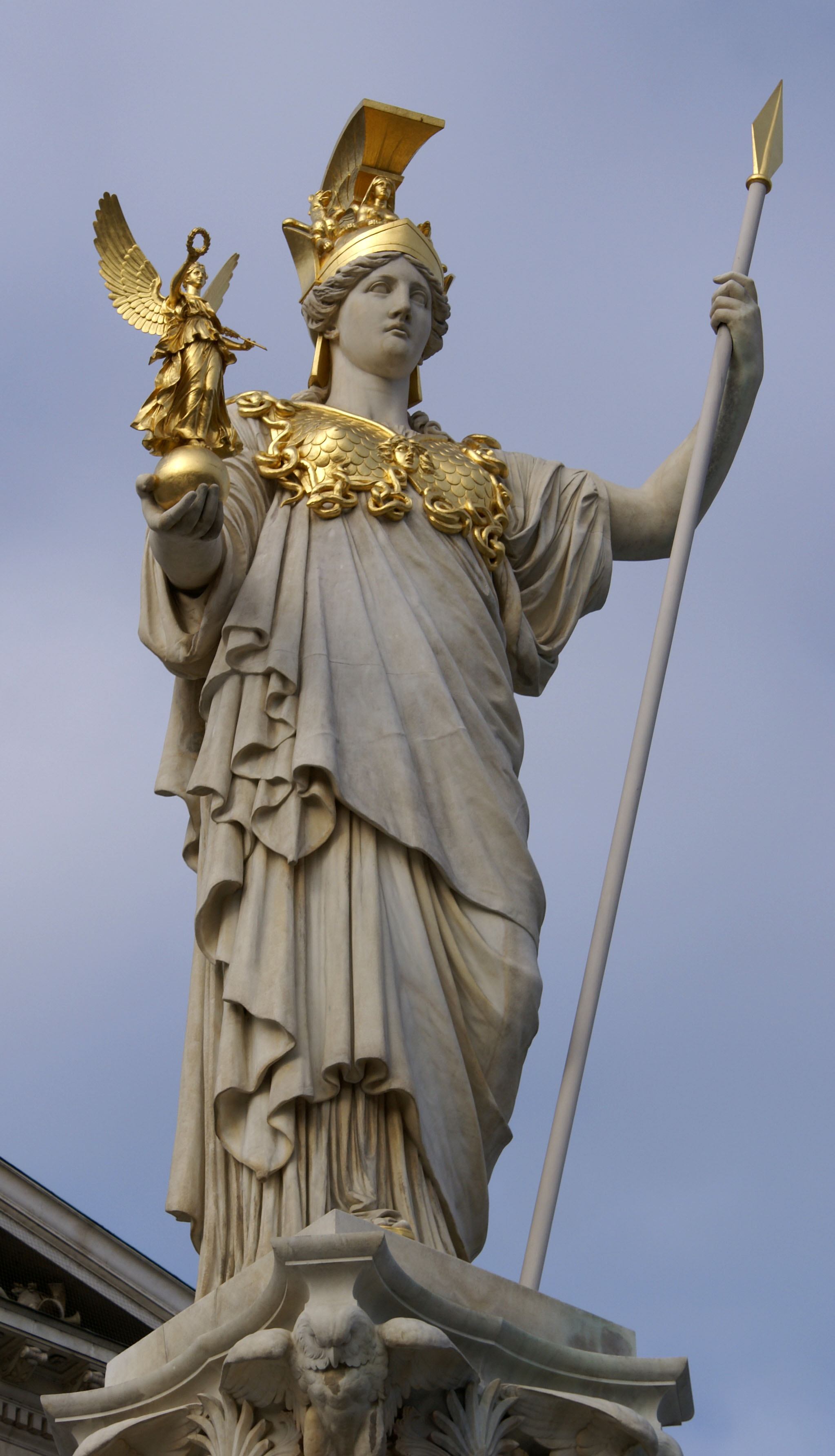
Афіна Паллада

### Комплекс Афіни Паллади
Названий на честь грецької богині Афіни Паллади. Проявляється в порушенні соціально — гендерної ідентифікації жінки: вона прагне виконувати ролі, швидше характерні для чоловіка (батька), ніж для жінки (матері). Ідеальним партнером для такої жінки є інфантильний чоловік, з яким вона могла б виконувати заступницьку роль.
Жінки з цим комплексом також схильні до бойлаверства: вони досить легко заводять дружні стосунки з хлопчиками, знаходять з ними спільну мову, що може призводити до переростання відносин в сексуальні.

### Комплекс Аліси в країні чудес

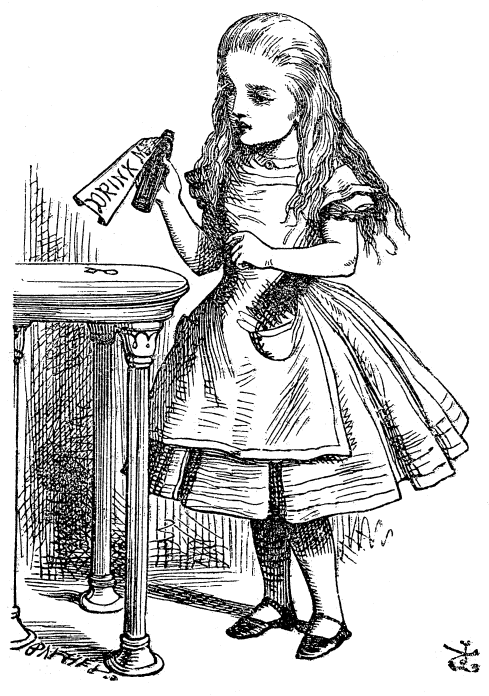
Аліса в країні чудес

Назва походить від твору Льюїса Керрола «Аліса в країні чудес». Жінки з цим комплексом схильні до марень, побудові «повітряних замків», придумуючи собі уявних партнерів, наділяючи їх певними якостями й поведінкою.
У реальному житті такі жінки прагнуть знайти партнера, який буде відповідати їх уявним очікуванням. При цьому успіх відносин залежить від здатності партнера прийняти ту роль, яка призначена йому в фантазіях жінки.
Патологічний характер даного комплексу проявляється в тому, що при розбіжності між реальним і уявним світом може відбуватися розщеплення особистості: попри своє існування в реальному світі, жінка починає приділяти все більше уваги світу уявному.

### Комплекс амазонки
Амазонки — в давньогрецькій міфології народ, що складався виключно з жінок, які не терпіли при собі чоловіків, а для дітонародження запрошували чоловіків із сусідніх народів. Народжених дітей чоловічої статі вони відсилали батькам, дівчаток же залишали у себе для привчання їх до війни.
Жінки з цим комплексом розглядають чоловіків тільки як необхідний елемент процесу зачаття, в іншому ж вони ставляться до них самих і притаманним їм якостям зневажливо.
Комплекс розглядається як психологічний пережиток матріархату. Також він може розцінюватися як прояв нарцисизму чи гомосексуальності.

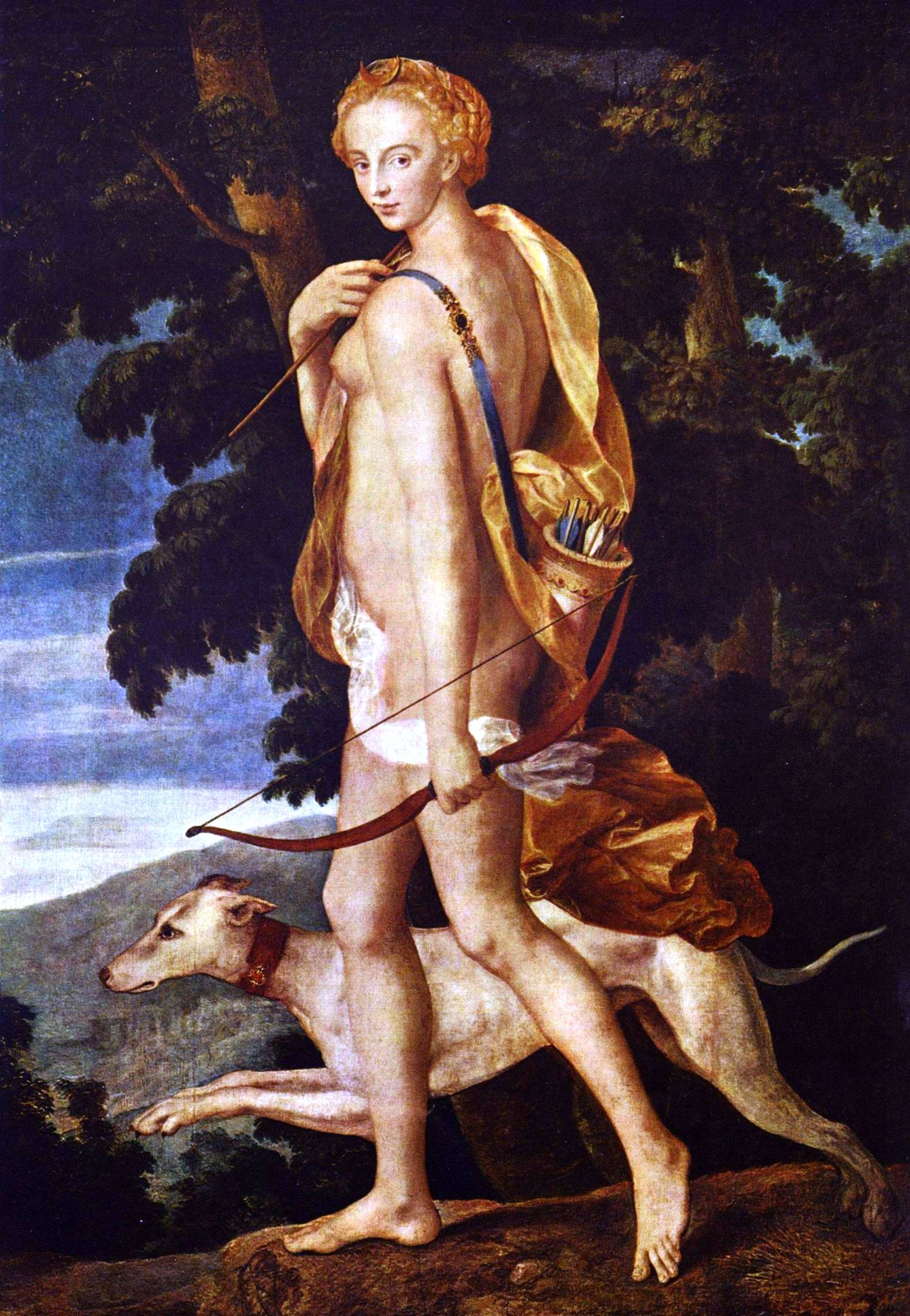
Діана-мисливиця

### Комплекс Діани
Діана — римська богиня полювання. В грецькій міфології їй відповідає Артеміда — незаймана і захисниця цнотливості.
Прояв комплексу полягає в доданні надцінного значення невинності. Це може бути пов'язано із затримкою сексуального розвитку психічного походження, нарцисизмом або латентною гомосексуальністю.

### Комплекс Іокасти

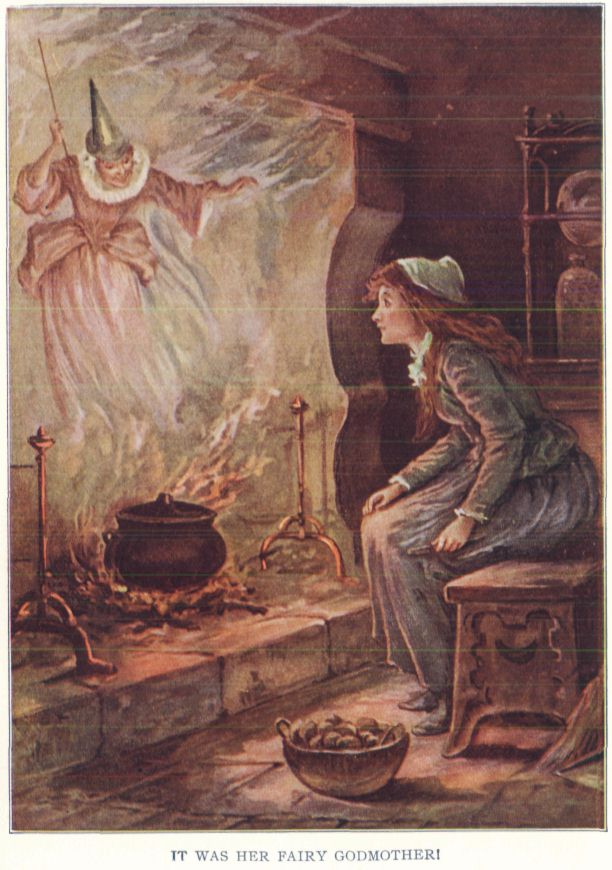
Попелюшка

Іокаста — в давньогрецькій міфології цариця Фів. Не знаючи про долю свого сина Едіпа, немовлям залишеного за наказом батька на горі Киферон, вийшла за нього заміж. Це аналог комплексу Грізельди, що виявляється в патологічному потязі матері до сина, надмірній його опіці, прагненні задовольнити будь-які його потреби. Закономірним підсумком цього може стати виникнення сексуального потягу, що веде до інцесту.

### Комплекс Клітемнестри
Клітемнестра в грецькій міфології — дочка Леди і Тиндарея, була насильно видана заміж за царя Агамемнона. За відсутності чоловіка Клітемнестра зрадила йому з його двоюрідним братом Егісфом, і після повернення Агамемнона вбила його.
Виражається в неусвідомлюваному протесті проти провідної ролі чоловіка, чоловічого насильства, що веде до придушення сексуальності і відстороненості від статевого партнера.

### Комплекс Ксантіппи
Ксантіппа — дружина грецького філософа Сократа, що прославилася своїм поганим характером. У жінок з цим комплексом сексуальний та інший потяг поглинається прагненням до порядку, правильності, чистоти. Характерним є відсутність почуття гумору, пуританське ставлення до любовних стосунків.
Як правило, виникає в зрілому і літньому віці у жінок, у яких не склалися стосунки з чоловічою статтю, результатом чого стало відторгнення сексуальної сфери життя і сублімація потягу в моральну та побутову принциповість.

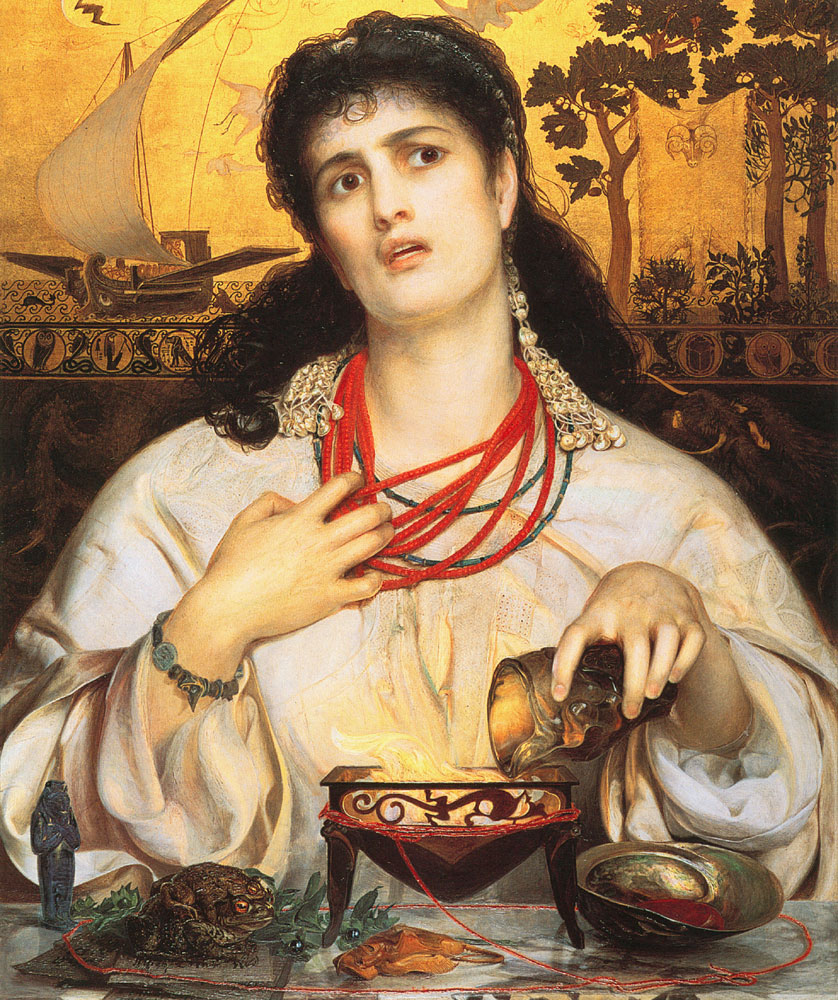
Медея

### Комплекс Медеї
Названий на честь Медеї, колхідської царівни з давньогрецьких міфів про Золоте Руно, яка була закохана у ватажка аргонавтів Ясона. Коли Ясон зібрався одружитися з іншою жінкою, вона вбила свою суперницю і дітей, нажитих від нього.
Комплекс пов'язаний з патологічними ревнощами і мстивістю жінки, яка може доходити навіть до скоєння злочинів.

### Комплекс Мессаліни

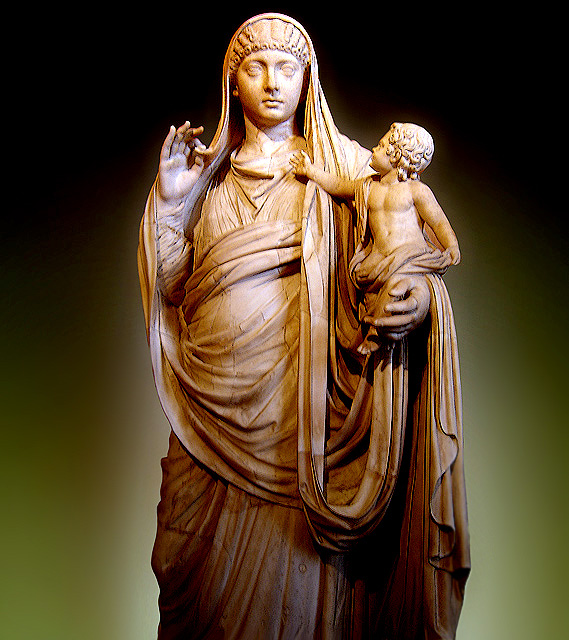
Мессаліна з сином

Мессаліна була дружиною римського імператора Клавдія, яка прославилася своєю розпустою.
Жінки з цим комплексом вважають, що для того, щоб бути привабливими для чоловічої статі, їм необхідно відповідати стереотипу розпусної жінки, яку легко спокусити, але важко задовольнити в сексуальному плані.
Комплекс проявляється схильністю до проміскуїтету і може бути проявом німфоманії або бути жіночим варіантом донжуанізму.

### КомплексПопелюшки
Комплекс проявляється в пасивності жінки, яка чекає, що доля надасть їй шанс зустріти незвичайного чоловіка, справжнього казкового принца, який стане її «квитком» у світ щастя та пригод. При цьому потенційні партнери, що трапляються в реальному житті, здаються недостатньо відповідними ідеальному образу «принца на білому коні», а навколишня дійсність — порожньою нудною.
Необхідно відзначити, що подібні фантазії є звичайним елементом процесу статевого дозрівання, але лише у деяких жінок вони зберігаються і в зрілому віці. Не плутати з так званим ефектом Попелюшки.

### Комплекс самотності
Виникає у бездітних жінок в клімактеричний період. Пов'язаний з появою потреби в материнстві, яка вже не може бути задоволена. В емоційному плані для цього комплексу характерне відчуття втрати щастя, задоволення від життя, відсутності сенсу існування.
Може призводити до неврозів, пов'язаних з фіксацією на негативних емоціях, і депресії.

### Комплекс Лицаря і Розпусника
Жіночий варіант комплексу Мадонни і Блудниці. Як і в чоловічому варіанті, відбувається конфлікт між вимогами до чоловіка — «лицаря», призначенням якого є забезпечення безпечного і безбідного існування жінки, і сексуального партнера — «розпусника»: гіперсексуальність, сила, пристрасть.

### Комплекс Титанії
Названий на честь Титанії, цариці фей з п'єси Шекспіра «Сон літньої ночі».
Жінки з цим комплексом формують у своїй уяві образ ідеального партнера (наповнюваний деталями, запозиченими з фільмів та інших художніх творів), якого вони намагаються знайти протягом усього життя.
Якщо партнер або чоловік такої жінки не відповідає цьому образу, може виникати відторгнення. З часом, в міру розуміння того, що ідеального партнера знайти не вдалося і навряд чи вдасться в майбутньому, у жінки виникає почуття втраченого шансу, причому винним у тому, що вона так і не знайшла свого щастя, вона схильна вважати свого чоловіка. Минуле її міфологізується, вона винаходить легенди про себе, часто розповідає про знайомих (дійсних чи вигаданих), з якими вона могла коли-небудь одружитися, але не зробила це в силу якихось випадковостей.

### Комплекс Електри
Жіночий варіант Едипового комплексу, пов'язаний з потягом до батька і пов'язаним з цим ревнісним і негативним ставленням до матері.

## Спільні сексуальні комплекси

### Комплекс дитинства
Проявляється в інфантильності, прагненні до звільнення від турбот, характерних для дорослої людини, і необхідності приймати рішення щодо власного життя. Таку людину лякає самостійність і реальне життя, що призводить до порушень соціалізації, сексуальних невдач.
Нерідко такі люди знаходяться в залежності від матерів, які контролюють всі аспекти їхнього життя.

### Комплекс жертви
Проявляється у жертв сексуального насильства, є різновидом комплексу неповноцінності. У людини розвивається відчуття, що він сам винен у тому, що став жертвою насильства або що бути жертвою йому призначено долею. Такі деформації психіки можуть підвищувати віктимність, дійсно збільшуючи ймовірність стати знову жертвою насильства.

### «Комплекс» західної культури
Деякі фахівці пропонують вважати комплексом механістичне ставлення до сексу, який стає одним з елементів гедоністичних устремлінь людини, не пов'язаним з романтичними відносинами або дітонародженням. На думку рососіянина Г. Б. Дерягіна, такий комплекс є поширеним в урбаністичному суспільстві західної цивілізації. Для даного комплексу характерна фіксація на техніці статевого акту, використовуваних сексуальних практиках. Особистість партнера і його внутрішній світ не має особливого значення, увага приділяється лише зовнішній привабливості та сексуальній підготовленості. Як зазначає Г. Б. Дерягін, за своїми зовнішніми проявами цей комплекс схожий з лібертінажем.

### Комплекс Каїна
Виникає в людини, яка вчинила зраду своєму постійному партнерові або партнерці й пов'язаний з оцінкою свого вчинку як низинного, що вимагає спокути. Так виникає надмірне почуття провини, що призводить до депресії, відстороненості від партнера.
Названий на честь біблійного персонажа Каїна, сина Адама і Єви, який убив свого брата Авеля, але пізніше розкаявся у скоєному і приречений за вбивство на вічні поневіряння.

### Комплекс неповноцінності
Особа з таким комплексом негативно ставиться до своєї зовнішності або особистісних характеристик, впевнена в недостатності своїх можливостей і умінь, в тому числі і в сексуальній сфері.
Прояви комплексу можуть бути пов'язані з постійною демонстрацією своєї «успішності», безперервним прагненням до зовнішніх символів життєвого успіху (багатство, влада, сексуальні «перемоги»), у тому числі з використанням аморальних і протизаконних засобів.
Характерна також заздрісність, мстивість, неврози, що виникають на ґрунті постійного відчуття незадоволеності досягнутим.

### Оральний комплекс
Проявом цього комплексу є збереження прагнення до посмоктування різних предметів (пальців, олівців) у дітей і підлітків. Психоаналізом таке прагнення вважається підсвідомим відлунням смоктального рефлексу немовляти, пов'язаного з психоеротичним задоволенням від пестощів грудей матері.

### Онаністичний комплекс
Пов'язаний з виникненням у підлітка, який займається мастурбацією, почуття провини. Причиною цього може бути навіяне батьками негативне ставлення до мастурбації, або уявлення про її шкоду для здоров'я.
Конфлікт нереалізованого сексуального потягу з одного боку та подання про шкоду онанізму з іншого веде до виникнення невротичних станів, появи неминаючого почуття провини, гріховності своїх дій.

### Комплекс дверей, що закриваються
Виникає в зрілому віці (40 років і старше), полягає в страху втратити привабливість для потенційного або реального партнера, і проявляється в доданні надмірного значення зовнішньому вигляду і зовнішнім проявам сексуальності, прагненням до омолодження, контактам з більш молодими партнерами.
Переважно характерний для жінок і для чоловіків гомосексуальної орієнтації, але може зустрічатися і у гетеросексуалів.

### Комплекс провокованої зради
Людина з цим комплексом відчуває прагнення до того, щоб його партнер встановлював тимчасові сексуальні зв'язки з іншими людьми. Сам він нерідко бере участь у налагодженні подібних контактів або вимагає від партнера докладної розповіді про його «зраду». Цей комплекс близький до проявів девіантної сексуальності, в тому числі садомазохістським (див. Кандаулезізм).

### Комплекс Ромео і Джульєтти
Зустрічається в суспільствах, які засуджують позашлюбні статеві зв'язки і пов'язаний з прагненням партнерів якомога швидше після знайомства і виникнення чуттєвого потягу укласти шлюбний союз, незважаючи на протести батьків і думки оточуючих.

### Комплекс Трістана та Ізольди («забороненого плоду»)
Поширений в культурах західної цивілізації, де ще присутнє моральне засудження дошлюбних статевих зв'язків, але при цьому такі зв'язки є досить поширеними. Людина, що вступила в статевий контакт до шлюбу, відчуває одночасно почуття провини і задоволення; після шлюбу почуття провини більше не проявляє себе, в результаті чого настає зменшення статевого потягу як наслідок зниження пов'язаного з ним емоційного фону.

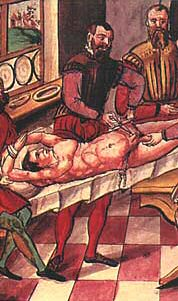
Кастрація

### Комплекс кастрації
Докладніше: Кастраційна тривога
Цей комплекс передбачає страх хлопчика позбутися статевого члена як покарання за прояви сексуальності, а також переживання дівчаток і жінок, пов'язані з відсутністю у них статевого члена.
У жінок цей комплекс пов'язаний з несвідомою установкою на підлегле становище порівняно з чоловіком. Ця установка приводить в дію компенсаторні механізми, внаслідок чого поведінка жінки з цим комплексом має багато характерних для чоловіків рис: схильність до влади, домінування, чоловічий стиль статевої поведінки (часта зміна партнерів, завищені вимоги до сексуальної активності партнера).

## Екзотичні сексуальні комплекси

### Амок
Амок — психічний стан, що спостерігається у жителів Малайських островів, що характеризується невмотивованим приступом сліпого агресивного збудження, неконтрольованого сказу.
Як причина Амоку називається нестерпний сором, пов'язаний зі зрадою партнера. Людина відчуває свою статеву неспроможність, боїться піддатися глузуванням з боку оточуючих. Це почуття змінюється ненавистю до оточуючих, проявляється компенсаторний механізм агресивної поведінки. Накопичення агресії призводить до її вибухового прояву, який може бути пов'язаний із заподіянням шкоди великій кількості людей.

### Комплекс Коро
Поширений в Південно-Східній Азії серед китайців, малайців, і індонезійців, частіше за чоловіків. У людей, схильних до нього, виникає панічний страх втягування геніталій або молочних залоз всередину тіла, що вважається смертельно небезпечним. Зважаючи на це напади страху супроводжуються спробами протидіяти такому втягуванню з використанням підручних предметів або шляхом мастурбації.
Такий комплекс може бути проявом психічних розладів, але іноді проявляється і самостійно.

### Дхату
Поширений в індуській культурі і пов'язаний з патологічною боязню сім'явиверження, що ґрунтується на уявленні про сперму як про джерело життєвої сили. Статеве життя стає неможливим, мимовільні полюції викликають паніку з втратою контролю над власною поведінкою.

### Латах
Описаний у малайок, які як правило, не живуть статевим життям або не задоволені сексуально. Проявляється копролалією, непристойними публічними висловлюваннями, які служать замінниками сексуального задоволення.
Відомі й інші прояви схожого характеру, в тому числі в Росії та Україні: гикавка (тривала інтенсивна гикавка в публічних місцях), крикливство (публічне богохульство у місцях відправлення релігійних обрядів) тощо.

## Сексуальні міфи
Схожими з комплексами є сексуальні міфи, які представляють собою ідеалізований вираз певних очікувань і установок, що стосуються сексуальних відносин або способу партнера.

### Міф про «фатальну жінку»
Характерний для культур, в яких домінуючу роль в сексі виконують чоловіки. Існує багато його варіантів, в яких чоловік виявляється залучений жінкою в пристрасні відносини, що опиняються для нього згубними у всіх сенсах.

### Міф про «еротичний рай»
Гедоністична мрія про посмертний або земний рай як про місце, де доступне нічим не обмежене сексуальне задоволення. Подання про еротичний рай відіграє важливу роль, наприклад, в культурі релігійної громади адамітів.